# Ortodox (boxningsstil)
Ortodox är en boxningsterm för den normala hållningen för en högerhänt boxare och därmed den dominerande stilen inom boxningen. Boxaren har här sin vänstra hand och fot först framåt mot motståndaren och kan då jabba med raka vänsterslag för att vid tillfälle slå ett hårt och tungt slag med sin starkare högernäve, oftast en så kallad krok. Motsvarande term för en vänsterhänt boxare är southpaw och är i allmänhet en spegelbild av den ortodoxa stilen.

## Boxare
Exempel på boxare som boxar/har boxats med ortodoxtilen:
- Tyson Fury
- Deontay Wilder
- Amir Khan
- Wladimir Klitschko
- Pernell Whitaker
- Vitali Klitschko
- Sugar Ray Robinson
- Mike Tyson
- Muhammad Ali

### Webbsidor
- Deciding between orthodox or southpaw, expertboxing.com, läst 20121219
- What is the orthodox style of boxing? examimner.com, läst 20121219